# Frédéric Charillon
 (septembre 2022).
Frédéric Charillon est un universitaire et politologue français spécialiste de la politique étrangère et des relations internationales.

## Biographie
Après un doctorat en science politique à l'IEP de Paris (thèse : États et acteurs non étatiques en France et en Grande-Bretagne dans la Guerre du Golfe : politique étrangère et stratégies non étatiques) et une agrégation en science politique, Frédéric Charillon est devenu professeur des Universités en science politique, d'abord à l'université Clermont-Auvergne, puis à l'université Paris-Cité (depuis 2022).
Après un doctorat en science politique à l'IEP de Paris (thèse : États et acteurs non étatiques en France et en Grande-Bretagne dans la Guerre du Golfe : politique étrangère et stratégies non étatiques) et une agrégation en science politique, Frédéric Charillon est dévenu professeur des Universités en science politique, d'abord à l'université Clermont-Auvergne, puis à l'université Paris-Cité (depuis 2022).
Il enseigne les questions de défense et de relations internationales à l'ESSEC, à l'INSP, ainsi que comme professeur invité dans plusieurs universités étrangères, notamment l’université euro-méditerranéenne de Fès (Maroc), et la Sorbonne Abu Dhabi.
Il a dirigé l'Institut de recherche stratégique de l'École militaire (IRSEM) de 2009 à 2015, le Centre d'études en sciences sociales de la défense (C2SD) de 2003 à 2009, a siègé au Conseil national des universités de 2011 à 2018.

## Ouvrages
- Géopolitique de l'intimidation. Seuls face à la guerre ?, Odile Jacob, 2025.
- Guerres d'influence, Odile Jacob, coll. « Histoire », 2022 (ISBN 2738155103)
- La France dans le monde, CNRS Editions, 2021  (ISBN 978-2271136053)
- Global Diplomacy : An Introduction to Theory and Practice, Palgrave, Londres, 2020, 372 p.  (ISBN 978-3030287856) (avec Thierry Balzacq et Frédéric Ramel, eds.)
- Manuel de diplomatie, Presses De Sciences Po, 2018 (ISBN 2724622901) (avec Thierry Balzacq et Frédéric Ramel, dirs.)
- Afrique du Nord et Moyen-Orient, La Documentation française, Paris, 2015 (direction, avec A. Dieckhoff - Annuaire publié de 2004 à 2015).
- La politique étrangère de la France, La Documentation française, Paris, 2011.
- La France peut-elle encore agir sur le monde ?, Armand Colin, Paris, 2010.
- Action extérieure et défense : l'influence française à Bruxelles, Cahiers de l'IRSEM, no 1, 2010 (Direction, avec F. Ramel).
- La France en 2009, La Documentation française, Paris, 2010 (collectif).
- Les Sciences sociales de la défense, Documents du C2SD, no 100, ministère de la Défense, Paris, 2009 (direction).
- Les Relations internationales, La Documentation française, Paris, 2006 (direction).
- L’Européanisation de la défense, Collection « Champs de Mars », La Documentation française, Paris, no 16, 2005 (direction).
- La Défense en Grande-Bretagne, Collection « Champs de Mars », La Documentation française, Paris, no 15, 2004 (direction).
- Politique étrangère : nouveaux regards, Presses de Sciences-Po, Paris, 2002 (direction).
- Les Politiques étrangères : ruptures et continuités, La Documentation française, 2001 (direction).
- Concepts et théories des relations internationales, Hachette, Paris, 2001 (avec A. Blom).
- La Politique étrangère à l'épreuve du transnational. Une étude des diplomaties française et britannique dans la guerre du Golfe, Coll. Logique, du Politique, L'Harmattan, Paris, 1999.

## Sélection d'articles et de chapitres
- « The United States from Trump to Biden: A Fragile Return to Multilateralisme », in A. Guilbaud, F. Petiteville, F. Ramel (dirs.), Crisis of  ultilateralism? Challenges and Resilience, Palgrave MacMillan, Londres, 2023, p.113-130
- « Multilatéralisme et sécurité collective », in J. Fernandez, J-V. Holeindre (dirs.), CNRS Editions, Paris, 2022, p.129-40
- « Les puissances au Moyen-Orient : dangereux nouveau ‘grand jeu’ », in B. Badie, D. Vidal (dirs.), Le Moyen-Orient et le monde, L’état du monde 2021, La Découverte, Paris, 2020
- « Public Diplomacy à la française », in N. Snow, Ph. Taylor (dirs.), Routledge Handbook of Public Diplomacy, 2d Edition, Routledge, Londres, 2019.; p.264-72
- “Les études décisionnelles de la politique étrangère”, in Ch. Lequesne, H. Meijer (dirs.), Politique étrangère. Approches disciplinaires, Presses de l’Université de Montréal, Montréal, 2018, p.69-92 ?
- “Public Policy and Foreign Policy Analysis”, in Cameron G. Thies (dirs.), The Oxford Encyclopedia of Foreign Policy Analysis, Oxford Univerity Press, Oxford, 2018.
- « How to Create An ‘Institutional Think Tank’Within A Ministry Of Defence (And Make It Last) : France’s Institut de Recherches Stratégiques de l’Ecole militaire”, in Th. Juneau (dir.), Strategic Analysis In Support of international  Policy Making. Case Studies In Achieving Analytical Relevance, Rowman & littlefield, Lanham (ML), Londres, 2017, p.131-146.
- “Valeur ou intérêt national : le faux dilemme de la politique étrangère française », in Th. de Montbrial, Th. Gomart (dirs.), Notre intérêt national. Quelle politique étrangère pour la France ? Odile Jacob, Paris, 2017.
- “Europe as a hard case: the intellectual legacy of Bastien Irondelle”, European Review of international Studies (ERIS), Vol. 4/2017, pp. 79-8
- “A French Touch for Strategic Studies?”, European Review of international Studies (ERIS), Vol. 3/2016, pp. 93–104
- « Dire les relations internationales en France : acteurs et dynamiques », revue internationale et Stratégique, no 99, septembre 2015.
- « Is there a European Identity in IR », European review of international Studies, vol.2, no 1, 2015, p. 118-120
- "Hollande and Sarkozy’s Foreign Policy Legacy”, in G. Goodliffe, R. Brizzi (eds), France after 2012, Berghahn Books, New York, 2015.
- « Les relations internationales : une science royale ? », in F. Ramel, Th. Balzacq, Traité de relations internationales, Presses de Sciences Po, Paris, 2013.
- « L’analyse de la politique étrangère à l’épreuve de la nouvelle scène mondiale », in D. Battistella, Les relations internationales. Bilans et perspectives, Ellipses, Paris, 2013.
- « France’s defence budget : Rethinking Power », RUSI Journal, décembre 2013
- Les États et leur politique étrangère”, in P. Hassner, les relations internationales (2e éd.), La Documentation française, Paris, 2012, p. 109-118
- « France: Europeanization by Default? », in Ch.Hill, R. Wong, National and European Foreign Policies:Towards Europeanization ?”, Taylor & Francis, Londres, 2011
- « La politique étrangère », in A. Cohen, Ph. Riutort, J. Lacroix et al., La Science politique, La Découverte, Paris, 2015.
- « De l'héritage en politique étrangère : Maroc, Jordanie, Syrie », Études, t. 397, no 6 (3976), décembre 2002, p. 587-597.